# Víctor Jara

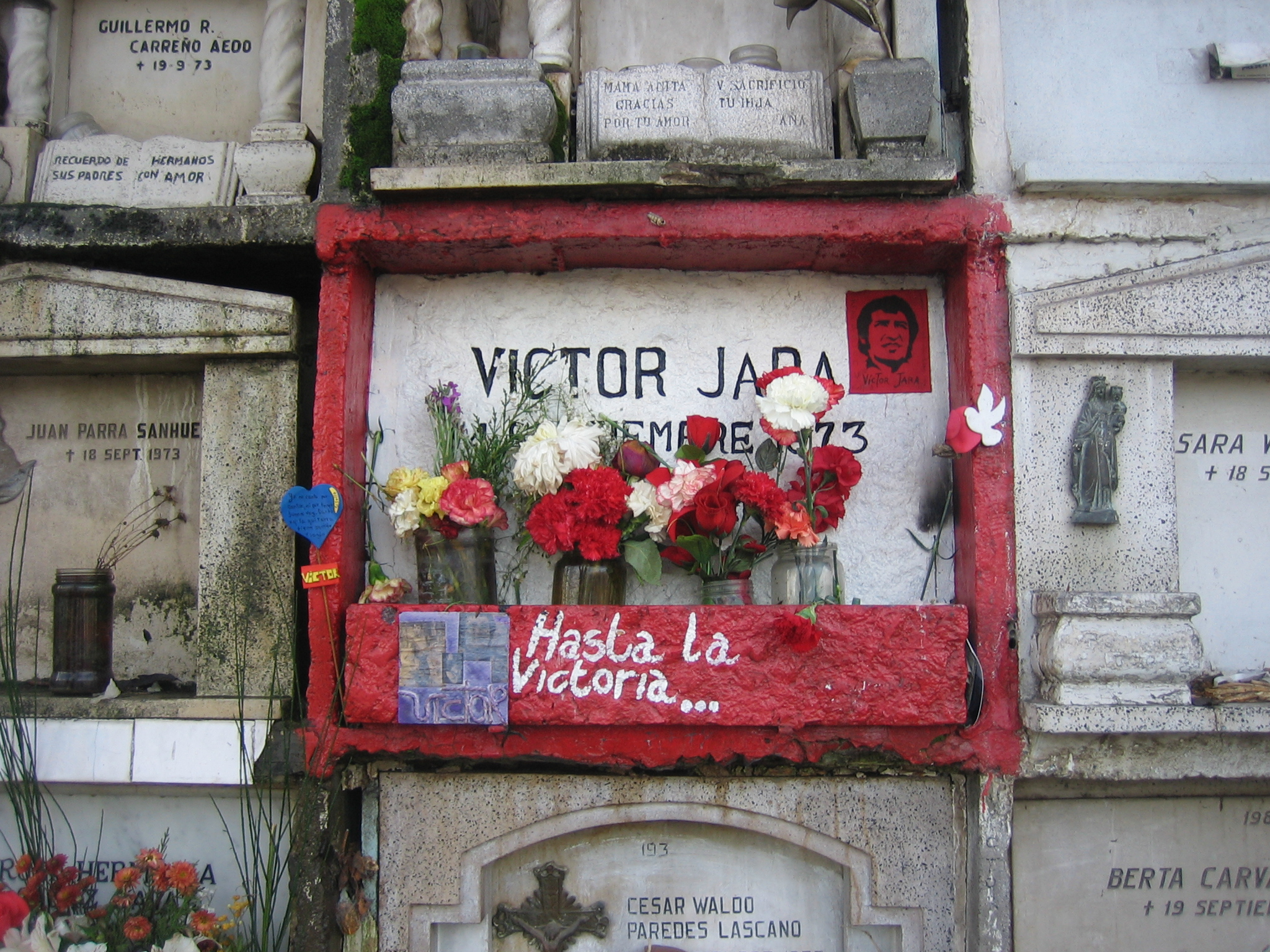
Nisza grobowa Víctora Jary na Cmentarzu Generalnym w Santiago. Napis Hasta la Victoria... u dołu znaczy „Do zwycięstwa...”

Víctor Jara właściwie Víctor Lidio Jara Martínez (ur. 28 września 1932 w Lonquén, zm. 15 września 1973) – chilijski piosenkarz, gitarzysta, bard, autor tekstów, poeta, pedagog, reżyser teatralny, aktywista polityczny, członek Komunistycznej Partii Chile.

## Życiorys
Víctor Jara cieszył się w swojej ojczyźnie popularnością, jako autor piosenek o charakterze rewolucyjnym i ostro krytykujących ustrój rządzący. Był bohaterem filmu Deana Reeda pt. El Cantor. Został aresztowany, a następnie zamordowany w czasie puczu 11 września 1973, kiedy władze w kraju objął gen. Augusto Pinochet. Jara był torturowany, obcięto mu między innymi palce u dłoni, aby nie mógł grać na gitarze. Został zabity na stadionie Estadio Chile (obecna nazwa stadionu to Estadio Víctor Jara). Ciało muzyka podziurawione 40 kulami wyrzucono na ulicę. Trafiło ono potem do kostnicy, gdzie zostało rozpoznane przez jednego z pracowników, który zawiadomił żonę zamordowanego, Angielkę Joan. Wraz z dwoma przyjaciółmi umieściła ona po kryjomu ciało muzyka w niszy na cmentarzu. 5 grudnia 2009 Víctor Jara został uroczyście pochowany na Cmentarzu Generalnym w Santiago. W trwających dwa dni uroczystościach wzięły udział dziesiątki tysięcy Chilijczyków, artyści estrady i teatru.
Po śmierci gen. Augusto Pinocheta 10 grudnia 2006, w całym kraju ludzie spontanicznie śpiewali piosenki Víctora Jary.

## Upamiętnienia i odniesienia
- Na cześć Víctora Jary nazwano między innymi odkrytą 22 września 1973 roku przez rosyjskiego astronoma Nikołaja Czernycha planetoidę (2644) Victor Jara.
- Pamięci Víctora Jary poświęcony jest utwór „The Weapon They Fear” niemieckiej grupy muzycznej Heaven Shall Burn, opublikowany na albumie AntiGone z 2004. Zarówno tekst we wkładce do płyty jak i teledysk do tego utworu[4] kończą się słowami poety: ang. Silence and screams are the end of my song (pol. „Cisza i krzyki są końcem mej pieśni”). Ten sam zespół poświęcił także Víctorowi Jarze utwory „Buried In Forgotten Grounds” zawarty w albumie Invictus (Iconoclast III) z 2010 i „Die Stürme rufen dich” z płyty Veto z 2013[5].
- Ska punkowy hiszpański zespół SKA-P stworzył piosenkę o Victorze Jarze zatytułowaną „Juan Sin Tierra”.
- Punkowy zespół The Clash w swojej piosence „Washington Bullets” wspomina o Víctorze Jarze. Utwór pochodzi z albumu Sandinista!. Słowa brzmią: ang. Please remember Victor Jara, in the Santiago Stadium (pol. Pamiętaj proszę o Victorze Jarze, Na Stadionie Santiago).

W 2009 roku Jara w telewizyjnym plebiscycie na „największego Chilijczyka” zajął czwarte miejsce, na pierwszym znalazł się obalony przez juntę prezydent Salvador Allende. 